# Модрича (футбольный клуб)

Старая эмблема ФК «Модрича»

«Модрича» (серб. Fudbalski Klub Modriča / Фудбалски клуб Модрича) ― футбольный клуб из Боснии и Герцеговины, базируется в одноимённом городе, находящемся в Республике Сербской. Клуб был основан в 1922 году и в настоящее время играет в Премьер-лиге Боснии и Герцеговины. В сезоне 2002/03 Модрича, заняв первое место в Первой лиге Республики Сербской, получила право выступать в Премьер-лиге. Клуб играет на стадионе Максима (вмещает 4000 зрителей) и спонсируется местным нефтеперерабатывающим заводом.
Болельщиков Модричи прозвали Эпидемия.

## История
Появление профессионального спорта в Модриче связано с футболом, и началось в 1921 году.
Впервые футбол в Модричу привёз из Праги студент Джока Петрович. Футбольный клуб был основан в 1922 году. Клуб был первоначально название «Рогуль», но вскоре название было изменено на «Зора». Когда местный футбол только начинал развиваться, никаких официальных соревнований не было, только товарищеские игры между командами из соседних районов, и игроки покупали спортивный инвентарь для себя сами. Первый официальный матч Зоры состоялся в 1923 году, и противостояние с командой «Босанац» из соседнего города Босански Шамац, закончилось вничью, 2:2.
Зора существовала вплоть до 1927 года, когда клуб расформировали. Но, вскоре после этого, был создан ещё один клуб, получивший название «Олимпия», и существовал под этим названием до 1938 года, когда она изменила своё название на «ФК Добор». На время войны все спортивные мероприятия прекратились, и только когда война закончилась, в августе 1945 года был создан новый футбольный клуб, названный «Слога». Клуб позже изменил своё название на «Напредак», а потом, наконец, получил название «Модрича».
Крупнейшее достижение клуба во времена Югославии было в сезоне 1968/69, когда «Модрича» завоевала первое место и звание чемпиона среди любителей из Боснии и Герцеговины, и второе место в чемпионате любителей Югославии.
2003/04 сезон стал для «Модричи» дебютным в Премьер-лиге Боснии и Герцеговины. В том же сезоне «Модрича» выиграла Кубок Боснии и Герцеговины. Этот год принёс наибольшие на тот момент успехи в долгой истории клуба.
Благодаря этой победе в кубке, клуб получил право заявиться в Кубок УЕФА следующего сезона. Дебют в еврокубках пришёлся на матчи с «Санта-Коломой» из Андорры. Были одержаны победы в обоих матчах игры, но в следующем раунде «Модричу» выбил из турнира болгарский «Левски».
В сезоне 2007/08 «Модрича» стала чемпионом Боснии и Герцеговины.

## Стадион
Был построен и открыт в 1962 году. Первый международный матч: товарищеская игра Боснии и Герцеговины против Словении в 2004, завершившаяся со счётом 1:0 в пользу хозяев. Модрича сначала играла на стадионе «Враньяк». Стадион был построен в основном из дерева, и вмещал 3000 зрителей. Позже было принято решение строить более крупный стадион, поскольку Модрича стала играть в Премьер-лиге. Был построен стадион «Максима». После смерти Милана Елича, бывшего президента Республики Сербской, 30 сентября 2007 года, в клубе решили изменить название своего стадиона на его имя. Модрича обладает одним из самых красивых стадионов в стране. Стадион имеет много номеров, офисов для работников, стулья для болельщиков, и всего вмещает примерно 7600 зрителей.

## Участие в еврокубках
| Сезон   | Соревнование        | Раунд | Страна        | Клуб         | Результат |
| ------- | ------------------- | ----- | ------------- | ------------ | --------- |
| 2004/05 | Кубок УЕФА          | Q1    | Флаг Андорры  | Санта-Колома | 1:0, 3:0  |
|         |                     | Q2    | Флаг Болгарии | Левски       | 0:5, 0:3  |
| 2008/09 | Лига Чемпионов УЕФА | Q1    | Флаг Албании  | Динамо       | 2:0, 2:1  |
|         |                     | Q2    | Флаг Дании    | Ольборг      | 0:5, 1:2  |

## Достижения
- Чемпион Боснии и Герцеговины: (1) 2008
- Кубок Боснии и Герцеговины: (1) 2004
- Кубок Республики Сербской: (1) 2007
- Первая лига Республики Сербской: 1 2003

## Известные игроки
- Никола Никич
- Горан Пелеш
- Славко Цвийич
- Драган Вокич
- Раде Радулович
- Славко Мамузич
- Мустафа Коралич
- Божидар Чосич